# Устюмово
Устю́мово (рос. Устюмово, башк. Үҫтем) — присілок у складі Бакалинського району Башкортостану, Росія. Входить до складу Камишлитамацької сільської ради.
Населення — 179 осіб (2010; 190 у 2002).
Національний склад:
- татари — 59 %
- башкири — 40 %